# Juan Ramón Berdugo Gómez de la Torre
Juan Ramón Berdugo Gómez de la Torre (Valladolid, 5 de septiembre de 1954) es magistrado juez español. Nombrado magistrado del Tribunal Supremo en julio de 2004, fue destinado a la Sala segunda.

## Biografía
Se licenció en Derecho en 1976 por la Universidad de Valladolid. Tres años después ingresó en la Escuela Judicial y en 1980 tomó posesión como juez de Primera Instancia en Aguilar de la Frontera (Córdoba) y así se convirtió en el primer juez español que había jugado en primera división de rugby con los equipos El Salvador y CDU Valladolid. Su hermano, Ignacio Berdugo, catedrático de Derecho Penal, fue rector de la Universidad de Salamanca.

## Trayectoria
Ascendió a magistrado en 1983 y ese mismo año fue destinado a un juzgado de Instrucción en Vitoria y más tarde en Ciudad Real. Al año siguiente fue nombrado titular de Primera Instancia e Instrucción número 4 de Córdoba. Desde 1988 ha sido magistrado de la sección segunda de la Audiencia Provincial de Córdoba hasta que en julio de 2004 fue nombrado magistrado del Tribunal Supremo, en sustitución de Cándido Conde Pumpido, nombrado a su vez fiscal general del Estado. Berdugo estaba el primero en la terna propuesta por la comisión de calificación del Consejo General del Poder Judicial (CGPJ) para ese cargo al conseguir el apoyo de tres vocales —conservadores— de los cinco con que cuenta este organismo. Los otros dos integrantes de la terna fueron Alberto Jorge Barreiro (entonces juez de la Audiencia Provincial de Madrid) y Jacobo López Barja de Quiroga, miembro de la asociación progresista Jueces para la Democracia.

## Sentencias
Aunque pertenece al ala conservadora de la Asociación Profesional de la Magistratura (APM), Berdugo fue el ponente en 1999 en un caso de violencia doméstica con violación dentro del matrimonio que inició la tendencia jurídica que luego se vio reforzada por la Ley Integral promovida por el Gobierno de José Luis Rodríguez Zapatero.
Ha participado en numerosas ponencias y comunicaciones relativas a los procesos penales y en planes territoriales de formación de jueces y magistrados, además de coordinar seminarios y cursos. Tiene la Cruz de San Raimundo de Peñafort.